# 苗德岁
苗德岁（1951年—），美国华裔古生物学家。

## 生平
出生于中华人民共和国安徽省凤阳县。1965～1969年就读于南京地质学校（2000年并入东南大学）地形测量专业，之后在镇江地质队工作。1977年苗德岁以工农兵学员的身份毕业于南京大学地质学系，之后留校任教。1978年文化大革命后首次研究生招考中，苗德岁考上了中国科学院古脊椎动物与古人类研究所的研究生，成为“中国恐龙研究之父”的周明镇先生的研究生，1981年获得硕士学位。1982～1983年赴美国加州大学伯克利分校做访问学者，1987年获怀俄明大学地质学及动物学双科博士学位，1987～1988年任芝加哥大学解剖学系博士后讲师。1989年起担任堪萨斯大学自然历史博物馆馆员兼生态学与进化生物学系教授。1996年至今任中科院古脊椎动物与古人类研究所客座研究员。
苗德岁1986年获得了北美古脊椎动物学会罗美尔奖，是首位获得该奖的亚洲学者。2012年，苗德岁完成了查尔斯·达尔文的《物种起源》第二版的翻译，之后应中国大陆多家报刊、新媒体邀请，开设专栏，宣传达尔文和进化论。